# Mariany (województwo kujawsko-pomorskie)
Mariany – wieś w Polsce położona w województwie kujawsko-pomorskim, w powiecie golubsko-dobrzyńskim, w gminie Kowalewo Pomorskie.

## Podział administracyjny
W latach 1975–1998 miejscowość administracyjnie należała do województwa toruńskiego.

## Demografia
Według Narodowego Spisu Powszechnego (III 2011 r.) wieś liczyła 153 mieszkańców. Jest 22. co do wielkości miejscowością gminy Kowalewo Pomorskie.